# George Francomb
George Francomb (Hackney, 8 settembre 1991) è un calciatore inglese, centrocampista del Dorking Wanderers.

## Carriera
Ha giocato nella prima divisione scozzese.